# 逗葉新道
逗叶新道（日语：逗葉新道）是神奈川县道路公社营运的一条普通高速公路，连接位于神奈川县逗子市的横滨横须贺道路逗子交流道和三浦郡叶山町，是一条收费道路。逗叶新道于1970年（昭和45年）4月1日正式开通使用。国道134號長柄交差點前總長3.8公里的路段為收費路段，長柄交差點至縣道217號交差點的1.8km屬於縣道311號，免費開放。
不可使用ETC，僅能支付現金或回數券。
2002年4月1日的普通車通行費為100日圓。2002年4月1日的1日平均通行台數為13,556台，營業收支率達201.7%，在全國一般自動車道中的收益比中名列前茅。
125cc以下的二輪車禁止通行。

## 交流道
- 逗子出入口（橫濱橫須賀道路逗子交流道、縣道24號橫須賀逗子線）
- 收費站

## 道路設施
- 逗葉隧道
- Rest House（レストハウス）逗葉

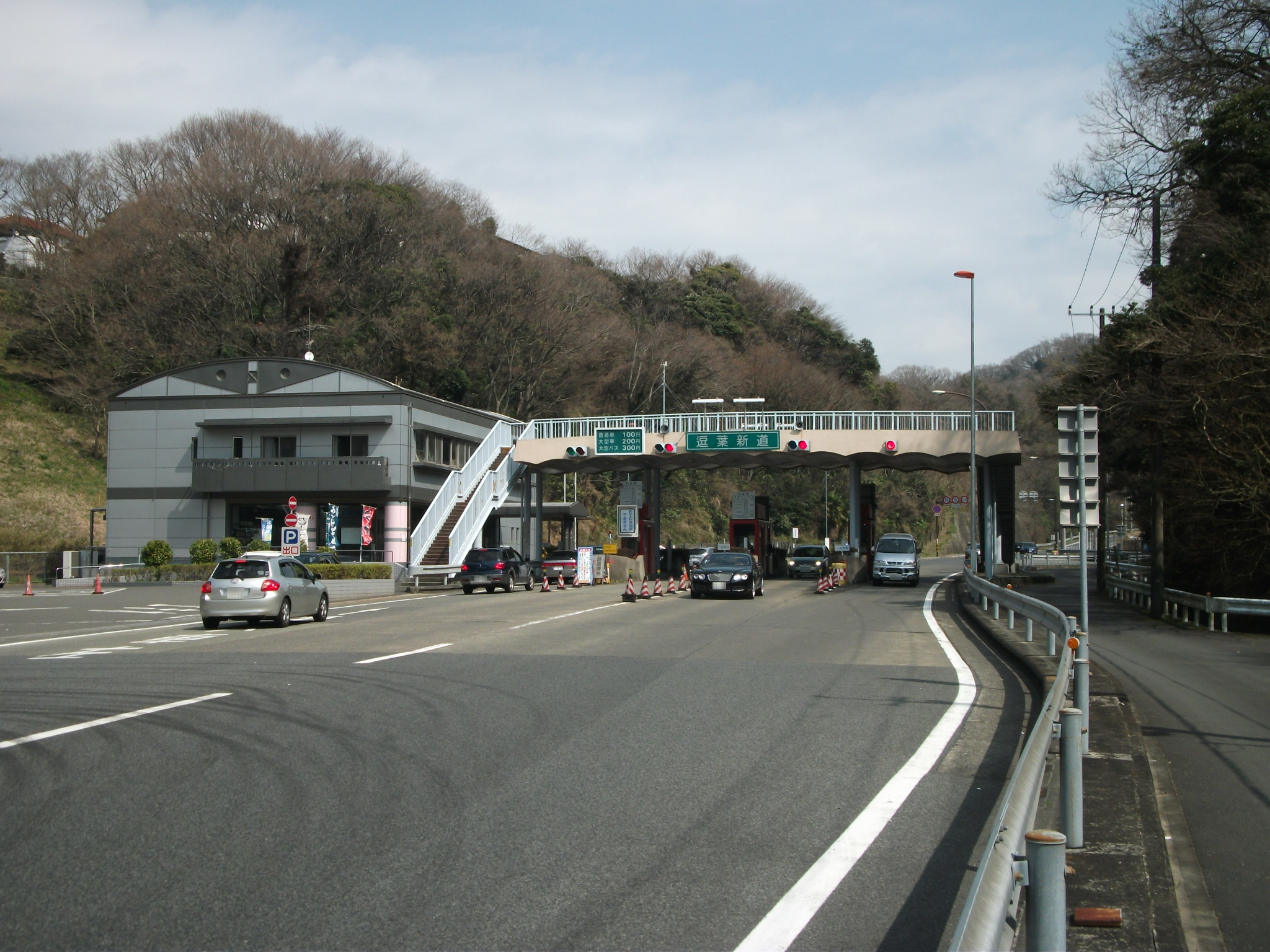
收費站、Rest House。後方為逗子交流道方向。

  - 逗子方向的收費站設有餐廳與廁所。葉山方向可藉由陸橋前往。
- 回數券販賣機
  - 設於休憩所北側事務所。

## 连接的道路
- 橫濱橫須賀道路
- 县道24号（日语：神奈川県道24号横須賀逗子線）
- 县道217号（日语：神奈川県道217号逗子葉山横須賀線）（三浦半島中央道路）
- 县道311号（日语：神奈川県道311号鎌倉葉山線）